# One Thousand Museum
One Thousand Museum es un rascacielos residencial situado en Miami, Florida, Estados Unidos. El edificio, que se encuentra en el 1000 del Biscayne Boulevard, frente al Museum Park, fue diseñado por la arquitecta Zaha Hadid, ganadora del Premio Pritzker. Tras la muerte de Hadid, fue completado por el director de proyectos de Zaha Hadid Architects, Chris Lepine. El edificio tiene 62 plantas y 215 m de altura, y fue completado en 2019, convirtiéndose en el quinto edificio más alto de Miami.
La construcción de los cimientos exigió perforar a una profundidad récord de más de 52 m. Las obras de cimentación fueron realizadas por la HJ Foundation, parte del Keller Group. La profundidad de dos de los pilotes rompió el récord del condado de Miami-Dade, que había sido establecido recientemente por la HJ Foundation en la Porsche Design Tower de Sunny Isles Beach.
El exótico diseño del edificio se caracteriza por un exoesqueleto curvo que tapa parcialmente los balcones y que también tiene un propósito estructural, ya que permite que el espacio interior tenga menos pilares. Para satisfacer las exigencias de la arquitecta de suavidad y acabado, las columnas fueron revestidas con hormigón reforzado con fibra de vidrio. El efecto del diseño y su altura en la carga provocada por los vientos es parte de la razón por la que los cimientos tuvieron que ser tan profundos. Es un edificio residencial de lujo que contiene unas ochenta y cuatro viviendas de gran tamaño cuyo coste por metro cuadrado es aproximadamente el doble del coste de las propiedades de las torres residenciales cercanas, con muchos servicios, incluido un helipuerto en la azotea.
A principios de 2018, antes de que estuviera acabado, el edificio apareció en un episodio del programa Impossible Builds de la PBS, en el que lo apodaban como «torre escorpión» (The Scorpion Tower), y lo describieron como «uno de los rascacielos más complejos que han conseguido hacerse realidad».

## Diseño
Diseñada por la arquitecta iraquí-británica Zaha Hadid, One Thousand Museum fue la primera torre residencial de Zaha Hadid en el hemisferio occidental, y uno de los últimos proyectos que diseñó en su vida. Fue diseñada en asociación con O’Donnell Dannwolf Partners Architects, un estudio de arquitectura local.
Un elemento destacable del edificio es su exoesqueleto curvo, que permite que el espacio interior tenga menos pilares. Este exoesqueleto está compuesto de cinco mil piezas de hormigón reforzado con fibra de vidrio, que fueron transportadas desde Dubái al inicio de las obras. El exoesqueleto está colocado delante de la fachada de vidrio.
El edificio fue coronado en febrero de 2018.

## Instalaciones
La torre contiene ochenta y cuatro residencias, que consisten en un ático de dos plantas, cuatro townhouses, diez residencias que ocupan una planta completa y setenta unidades de media planta.
Hay una piscina instalada en la cima del edificio, cubierta por un techo curvo de metal que refleja el agua, en un espacio de doble altura que está ocupado por la piscina en un lado y por una sala de estar en el otro. El bar tiene una cubierta metálica de diseño similar. Además, el edificio incluye un spa, una peluquería y salón de belleza y una zona para tomar el sol.